# Ніфаки
Ніфа́ки (рос. Нифаки) — присілок у складі Упоровського району Тюменської області, Росія.
Населення — 166 осіб (2010, 205 у 2002).
Національний склад станом на 2002 рік:
- росіяни — 77 %